# Proctoporus otishi
Proctoporus otishi — вид ящірок родини гімнофтальмових (Gymnophthalmidae). Ендемік Перу. Описаний у 2022 році.

## Поширення і екологія
Proctoporus otishi відомі з типової місцевості, розташованої на півночі гірського масиву Кордильєра-де-Вількабамба, в Національному парку Отіші в регіоні Хунін, на висоті 3350 м над рівнем моря.